# Еріх Медер
Еріх Медер (нім. Erich Mäder; 3 жовтня 1915, Галле — 20 жовтня 1943, Атлантичний океан) — німецький офіцер-підводник, капітан-лейтенант крігсмаріне.

## Біографія
3 квітня 1936 року вступив на флот. З жовтня 1940 по лютий 1941 року пройшов курс командира підводника. З 8 квітня по жовтень 1941 року — 1-й вахтовий офіцер на підводному човні U-80, з 20 жовтня 1941 року — на U-508. У вересні-жовтні 1942 року пройшов курс командира човна. З 12 жовтня 1942 року — командир U-378, на якому здійснив 4 походи (разом 149 днів у морі). 8 жовтня 1943 року потопив польський есмінець «Оркан» водотоннажністю 1920 тонн; 186 з 229 членів екіпажу загинули. 20 жовтня 1943 року U-378 був потоплений в Північній Атлантиці північніше Азорських островів (47°40′ пн. ш. 28°27′ зх. д.) торпедою і глибинними бомбами британських бомбардувальників «Вайлдкет» і «Евенджер» з ескортного авіаносця ВМС США «Кор». Всі 48 членів екіпажу загинули.

## Звання
- Кандидат в офіцери (3 квітня 1936)
- Морський кадет (10 вересня 1936)
- Фенріх-цур-зее (1 травня 1937)
- Оберфенріх-цур-зее (1 липня 1938)
- Лейтенант-цур-зее (1 жовтня 1938)
- Оберлейтенант-цур-зее (1 жовтня 1940)
- Капітан-лейтенант (1 серпня 1943)